# Rolando Tucker
Rolando Samuel Tucker León (* 31. Dezember 1971 in Havanna) ist ein ehemaliger kubanischer Florettfechter.

## Erfolge
Rolando Tucker wurde mit der Mannschaft 1991 in Budapest sowie 1995 in Den Haag Weltmeister. Zudem erreichte er mit ihr 1997 in Kapstadt den zweiten Rang. Sein bestes Abschneiden im Einzel gelang ihm 1994 in Athen, als er nach einem Finalsieg gegen Alessandro Puccini der erste kubanische Weltmeister im Einzel wurde. Bei Panamerikanischen Spielen gewann er mit der Mannschaft 1995 in Mar del Plata und 1999 in Winnipeg jeweils die Goldmedaille. Im Einzel sicherte er sich 1995 Silber und 1999 Gold.
Er nahm zweimal an Olympischen Spielen teil. 1996 in Atlanta erreichte Tucker, der bei der Eröffnungsfeier Fahnenträger der kubanischen Delegation war, das Viertelfinale der Einzelkonkurrenz, in dem er Wolfgang Wienand mit 12:15 unterlag. Im Mannschaftswettbewerb unterlag die kubanische Equipe nach einem Auftaktsieg über Südkorea im Halbfinale Russland knapp mit 44:45. Im Gefecht um Rang drei setzte sich die Mannschaft anschließend mit 45:28 gegen Österreich durch, sodass Tucker gemeinsam mit Elvis Gregory und Oscar García Pérez die Bronzemedaille erhielt. Bei den Olympischen Spielen 2000 in Sydney belegte er im Einzel den 14. Rang, während er mit der Mannschaft Siebter wurde.